# Jan Konarski (1447–1525)
Jan Konarski herbu Abdank (ur. 1447 w Konarach w Wielkopolsce, zm. 3 kwietnia 1525 w Krakowie) – biskup krakowski od 21 lipca 1503, archidiakon krakowskiej kapituły katedralnej i kantor sandomierski w 1516 roku.
Brat Andrzeja.

## Życiorys
Studiował na Akademii Krakowskiej. Bezgranicznie oddany rodzinie Jagiellonów, dworzanin Kazimierza Jagiellończyka, zarządca dóbr biskupich i marszałek dworu bpa. krakowskiego Fryderyka Jagiellończyka, doradca króla Aleksandra Jagiellończyka.
Od 1494 kanonikiem krakowskim, od 1496 proboszczem kolegiaty św. Michała na Wawelu. Był sygnatariuszem unii piotrkowsko-mielnickiej 1501 roku. Podpisał konstytucję Nihil novi na sejmie w Radomiu w 1505 roku. Podpisał dyplom elekcji Zygmunta I Starego na króla Polski i wielkiego księcia litewskiego na sejmie w Piotrkowie 8 grudnia 1506. Był wielkim orędownikiem kultu Matki Bożej w diecezji krakowskiej zaprowadził święto Niepokalanego Poczęcia Najświętszej Marii Panny, co ogłosił na zwołanym w 1510 synodzie diecezjalnym.
Był posłem Zygmunta I Starego na sejmik województwa krakowskiego w Proszowicach.
Zainicjował odnowę liturgiczną diecezji wydając nowe mszały i brewiarze. Zorganizował dokształcanie kleru, zreformował szkolnictwo parafialne. W dobrach biskupich wyremontował zamek w Bodzentynie. W rodzinnych Konarach wybudował kościół i hojnie go wyposażył. W dobrach należących do zamku Lipowiec nakazał wykopać stawy i rozwinął gospodarkę rybną, która dawała duże dochody biskupstwu krakowskiemu. W 1519 kupił od Krystyna Koziegłowskiego okręg Koziegłowy i przyłączył do dóbr książęcych w ramach księstwa siewierskiego.
Był mecenasem kultury, na swoim dworze zatrudnił Michała Lancza z Kitzingen, u którego zamówił zachowany do dziś a przechowywany w Muzeum Narodowym w Krakowie ołtarz tryptykowy do kaplicy grobowej w katedrze wawelskiej „Zaśnięcie N.M.Panny”. Jego fundacji były teżː Tryptyk bodzentyński z ok. 1508 oraz Tryptyk kobyliński z 1518 roku.
Schorowany (cierpiał na podagrę) w wieku 77 lat zrezygnował z rządów i oddał rządy w Krakowie biskupowi poznańskiemu Piotrowi Tomickiemu jako koadiutorowi za zgodą papieską. Ustalono wówczas, że po śmierci biskupa Konarskiego bp. Tomicki ma prawo objąć biskupstwo krakowskie, ale musi zrezygnować z poznańskiego.